# Markus Wieland
Markus Wieland (* 26. Mai 1976 in Tegernsee) ist ein ehemaliger deutscher Eishockeyspieler und heutiger Trainer, der in seiner letzten Saison als Profi beim EHC München in der 2. Eishockey-Bundesliga unter Vertrag stand.

## Spielerkarriere
Der 1,80 m große Verteidiger durchlief bei seinem Heimatverein TEV Miesbach alle Nachwuchsmannschaften, bevor er seine Profi-Karriere beim SB Rosenheim begann, für deren DEL-Team, die Starbulls Rosenheim, er auch nach Gründung der neuen höchsten deutschen Profispielklasse 1994 auf dem Eis stand. Zur Saison 1996/97 wechselte der Rechtsschütze zum Ligakonkurrenten EV Landshut, für die er bis 1999 134 Saisonspiele bestritt. Nach einem einjährigen Engagement beim amtierenden Deutschen Meister Adler Mannheim wechselte Wieland in die 2. Liga zum EC Bad Tölz. Über den ERC Ingolstadt gelangte der Defensivmann zur Saison 2002/03 zum SC Bietigheim-Bissingen, mit denen er zweimal knapp den Aufstieg in die DEL verpasste.
Zur Saison 2007/08 unterschrieb Wieland einen Vertrag beim EHC München, bestritt allerdings nur 19 Saisonspiele, bevor er wegen einer schweren Knieverletzung die Saison vorzeitig beenden musste. Von dieser Verletzung erholte sich Wieland nicht und ihm droht die Sportinvalidität.
In den Spielzeiten 2009/2010 und 2010/2011 war er als Trainer des Eishockey-Bayernligisten TEV Miesbach tätig.
Am 3. November 2009 gab Wieland sein Abschiedsspiel in der Miesbacher Eishalle. Dabei traf die Mannschaft des TEV Miesbach, die von ihm trainiert wird, auf eine Mannschaft aus Weggefährten, Zeitgenossen und bekannten einheimischen Spielern. Unter anderem liefen Max Ostermeier, Florian Busch, Markus Busch, Matthias Hart und Florian Zeller für die Auswahlmannschaft „Blosä & Friends“ auf, das den TEV Miesbach mit 13:8 besiegte.

### International
In den Jahren 1993, 1994 und 1995 war Wieland im Aufgebot der deutschen Juniorennationalmannschaft beim European Junior Cup und World Junior Cup.
Für die deutsche Eishockeynationalmannschaft bestritt Markus Wieland die Weltmeisterschaften 1995, 1996 und 1997, zudem stand er beim World Cup of Hockey 1996 sowie bei den Olympischen Spielen 1998 in Nagano für Deutschland auf dem Eis.

## Karrierestatistik
(Legende zur Spielerstatistik: Sp oder GP = absolvierte Spiele; T oder G = erzielte Tore; V oder A = erzielte Assists; Pkt oder Pts = erzielte Scorerpunkte; SM oder PIM = erhaltene Strafminuten; +/− = Plus/Minus-Bilanz; PP = erzielte Überzahltore; SH = erzielte Unterzahltore; GW = erzielte Siegtore; 1 Play-downs/Relegation; Kursiv: Statistik nicht vollständig)